# Nectopsyche paludicola
Nectopsyche paludicola is een schietmot uit de familie Leptoceridae. De soort komt voor in het Nearctisch gebied.